# Raïon Oudorski
Le raïon Oudorski (en russe : Удо́рский райо́н, en komi : Удора район) est un raïon de la république des Komis, en Russie.

## Géographie
Le chef-lieu du raïon est le village de Koslan. Le raïon est fondé le 15 juillet 1929.
La superficie du raïon est de 35 800 km2.
La ville de Koslan est située à 270 km de Syktyvkar.
Le raïon d'Oudora est situé au nord-ouest de la république des Komis, dans les bassins des rivières Mezen et Vachka, qui comptent 140 affluents.
Il borde le raïon d'Oust-Tsilma, le raïon de Kniajpogost et le raïon d'Oust-Vym de la république des Komis et les raïons Lechoukonski, Pinejski, Verkhnetoemski et Lenski de l'oblast d'Arkhangelsk.
Le relief de la région est une plaine légèrement vallonnée, à certains endroits presque plate, traversée par des vallées fluviales, l'éminence la plus importante de l'esker de Timan, le mont Chetlas (463 m), pénètre par le nord-est.
Le raïon est composé de 12 selsoviets et de trois communes urbaines : Blagoïevo (Благоево), Mejdouretchensk (Междуреченск) et Oussogorsk (Усогорск).
Le raïon est administré par Rousslan Nikolaïevitch Oulianov.

## Démographie
La population du raïon est de 39 729 habitants en 1989, de 25 083 lors du recensement de 2002 et de 23 400 en 2008.
La population du raïon Gornomariiski a évolué comme suit:
| 2002   | 2009   | 2011   | 2013   | 2015   |
| ------ | ------ | ------ | ------ | ------ |
| 25 083 | 23 056 | 20 299 | 19 479 | 18 549 |

| 2019   | 2021   | - | - | - |
| ------ | ------ | - | - | - |
| 17 153 | 12 872 | - | - | - |

## Galerie

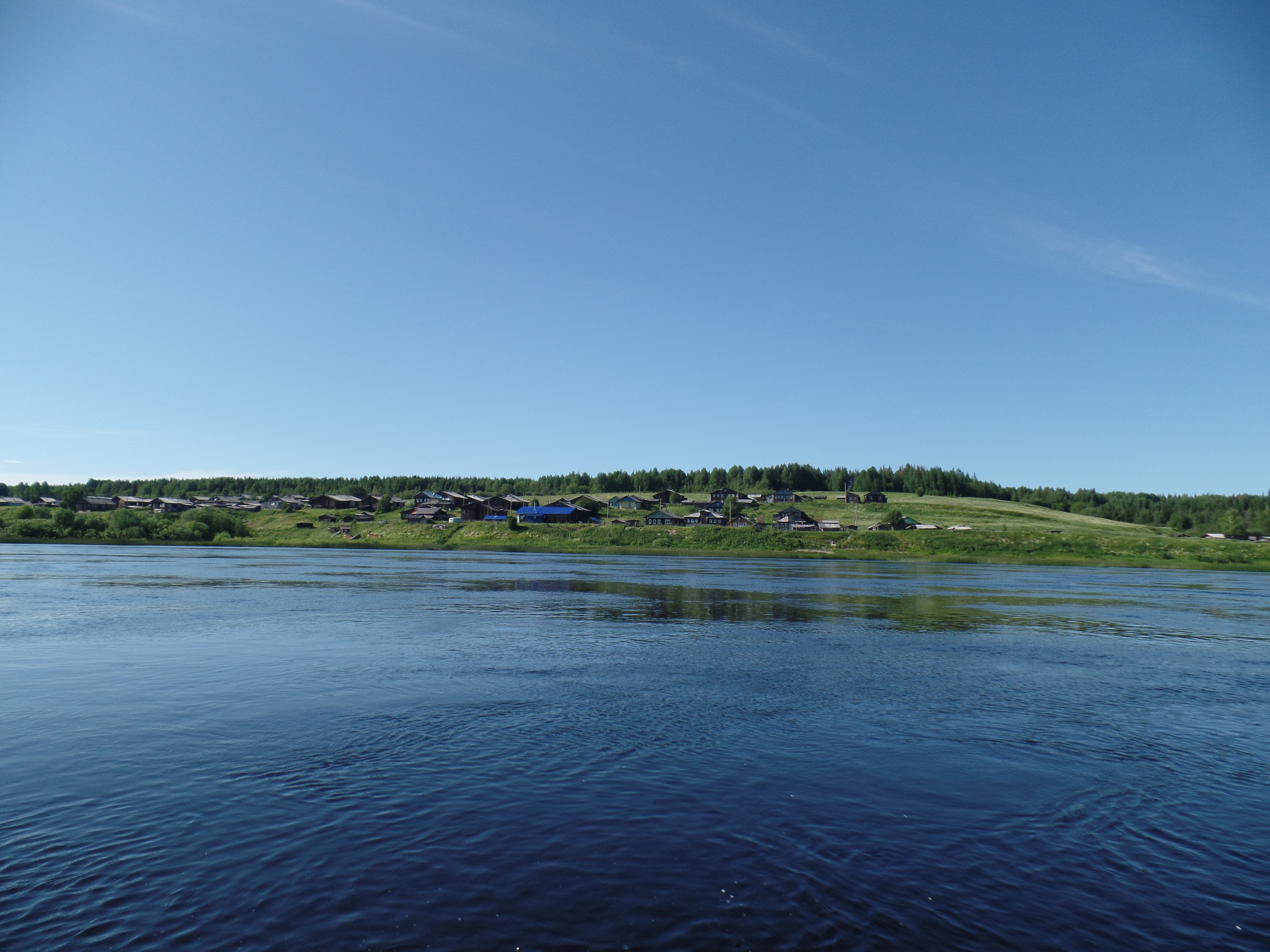
Latiouga.
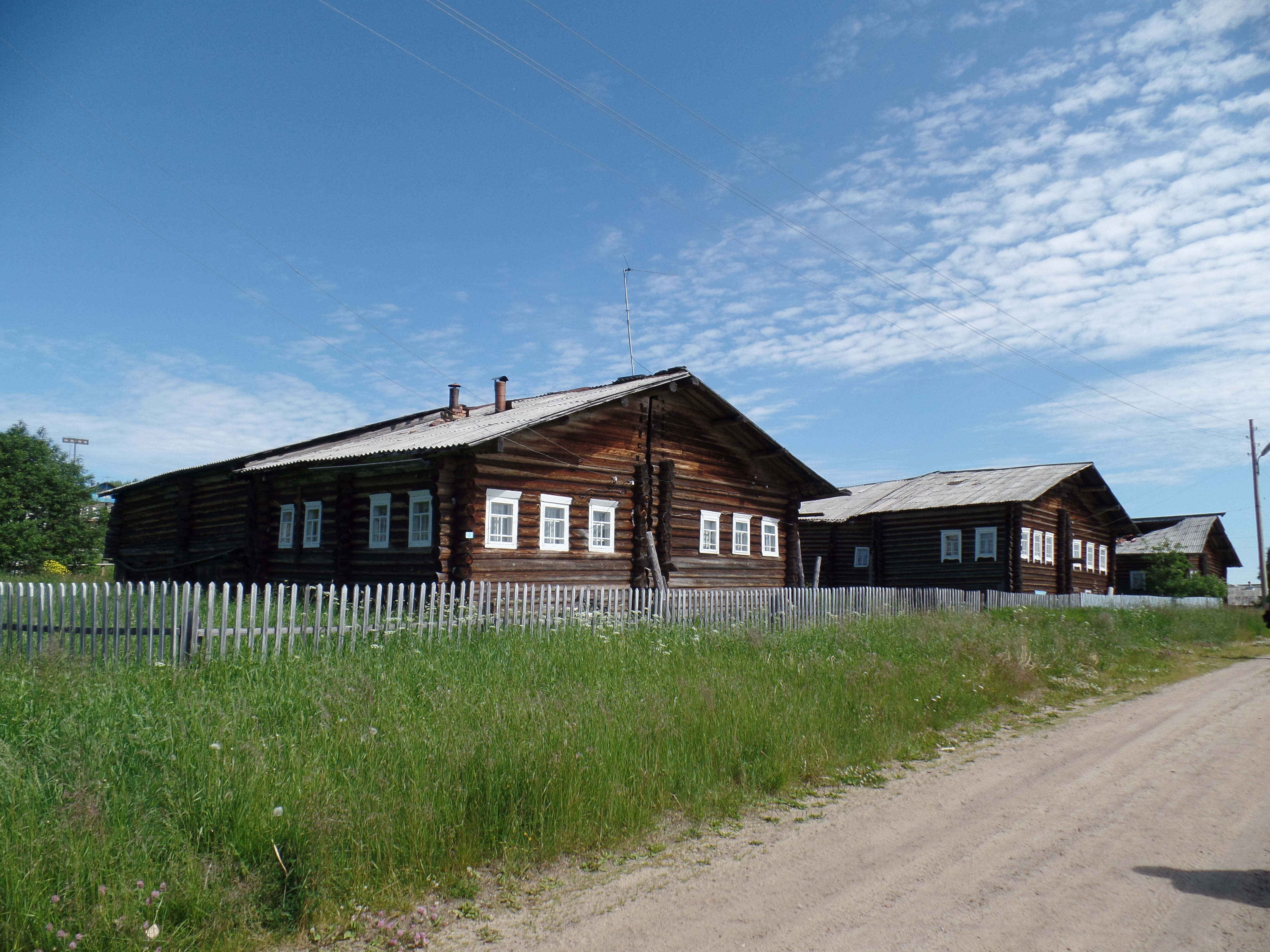
Latiouga.
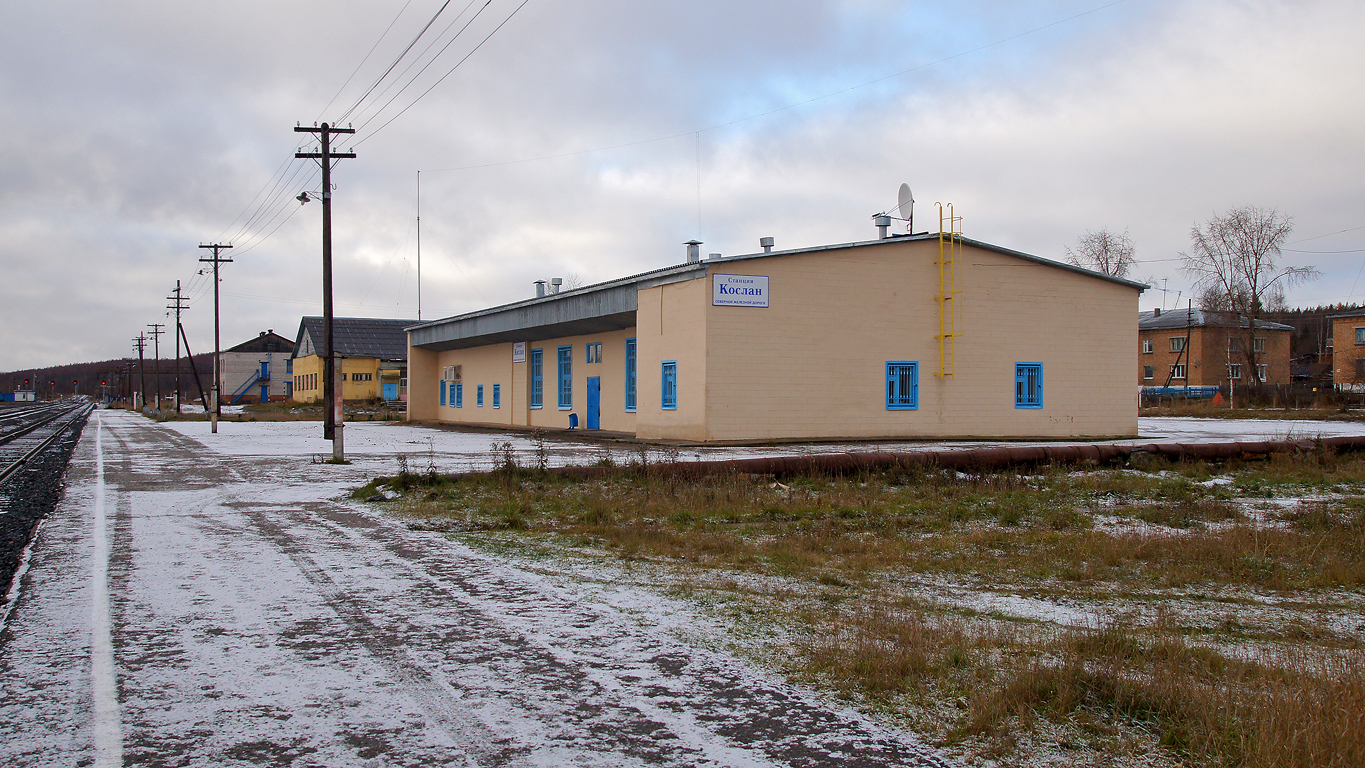
Gare de Koslan.